# Hot Wheels: Race Off
Hot Wheels: Race Off (còn được gọi là Race Off) — một trò chơi điện tử dành riêng Cho Xe Ô tô Đồ chơi Thương Hiệu Hot Wheels, được Phát triển và xuất bản bởi Hutch Games vào năm 2016. Trò chơi đã đạt được hơn 50 triệu lượt tải Xuống Trên Google Play.
Việc phát hành toàn cầu của trò chơi Trên Android xảy ra vào ngày 13 tháng 10 năm 2016.
Trên iOS, iPhone và iPad, trò chơi được phát hành vào ngày 21 tháng 12 năm 2016, đồng thời, nó xuất hiện trong Google Play và App Store.
Vào năm 2017, Việc Phát hành Hot Wheels: Race Off cũng diễn ra trên các thiết bị tvOS.
Vào Ngày 2 tháng 3 năm 2021, bản cập nhật Cuối cùng của Trò Chơi đã được phát hành Hot Wheels: Race Off: 11.0.12232, sau đó Hutch Games tuyên bố chấm dứt dịch vụ và hỗ trợ cho trò chơi.

## Về trò chơi
Trò chơi có 3 chế độ:
- Cuộc đua trong ngày (đóng cửa Từ Ngày 2 tháng 3 năm 2021) — trong chế độ này, bạn sẽ cần phải vượt qua 3 nhà lãnh đạo trên các bài hát khác nhau để nhận phần thưởng. Đồng thời, người chơi sẽ chỉ có 2 mạng, và nếu anh ta thua, họ sẽ bị lấy đi. Nếu người chơi mất cả 2 mạng, thì cuộc đua trong ngày kết thúc, và anh ta không để lại gì. Nó đã bị đóng cửa Kể Từ Ngày 2 tháng 3 năm 2021.
- Nhiều người chơi (đóng cửa Từ Ngày 2 tháng 3 năm 2021) — cho đến Ngày 2 tháng 3 năm 2021 tại Hot Wheels: Race Off là một chức năng nhiều người chơi, trong đó, sau khi đăng nhập, bạn có thể chơi với những người chơi khác từ khắp nơi trên thế giới. Nó đã bị đóng cửa Kể Từ Ngày 2 Tháng 3 năm 2021.
- Người chơi đơn (hiện đang làm việc) — chế độ chơi đơn. Trong đó, bạn có thể vượt qua các bản nhạc, khám phá các giai đoạn và bộ sưu tập mới, bơm xe.